# Vicia subvillosa
Vicia subvillosa är en ärtväxtart som först beskrevs av Carl Friedrich von Ledebour, och fick sitt nu gällande namn av Pierre Edmond Boissier. Vicia subvillosa ingår i släktet vickrar, och familjen ärtväxter. Inga underarter finns listade i Catalogue of Life.